# ブルノ - ハヴリーチクーフ・ブロド線
ブルノ - ハヴリーチクーフ・ブロド線（チェコ語: Železniční trať Brno – Havlíčkův Brod）は、チェコ国鉄の鉄道線の名称である。路線番号は250。なお、チシノフ以東は、ブルジェツラフ - ブルノ線の頁にて扱う。

## 歴史
1884年1月15日にオーストリア＝ハンガリー国家鉄道（略StEG）はブリュン（現在ブルノ） - ティシュノヴィッツ（現在ティシュノフ）間地方鉄道に関する建設許可を獲得して、建設期限は同年12月31日として規定された。ブリュン - ティシュノヴィッツ間は1885年6月2日に開業されて、StEGにより直接に運営された。開通当時にブリュン国家鉄道駅（現在ブルノ下駅）が起点で、ブリュン - ティシュノヴィッツ間はブルノ - チェスカー・トルジェボヴァ 線からその駅で分岐した。1890年に貨物線はこの路線から分岐しスヴィタヴァ川沿線いに開通された。国家鉄道駅ではボヘミア・モラヴィア横断鉄道はこの路線と接続した。
1898年にジヂャール～ハヴリーチクーフ・ブロド間が帝立王立国有鉄道（略kkStB）により開業した。1905年6月、ザール - ティシュノヴィッツ間は国家鉄道の区間と連結され、ドイツブロート - ブリュン間の列車運行は一応可能となった。但し、運営機関が互いに異なって、ティシュノヴィッツ駅の乗り換えは必要であった。一方、StEGの運営区間は1909年の国有化の後に帝国鉄道により運営された。
第一次世界大戦の終戦後、新生のチェコスロバキア国鉄（略ČSD）がkkStBの役割を引き続いた。
1925年1月1日に地方鉄道の路線は法律によりČSDに統合された。当時にプラハ - ブルノ間の新線建設が計画されたものの、ボヘミア地域とスロバキア地域の線路改良が優先的で、1929年世界恐慌のため実行できなかった。
1938年10月、ズデーテン地方がナチスドイツにより合併された後に、状況は変わった。新たな国境線画定でチェスカートジェボヴァー経由のプラハ - ブルノ間が断絶されて、国境統制の必要ない「廊下列車」のみがズデーテン地方を貫通した。その状況で、ネミェツキーブロド（現在ハヴリーチクーフブロド） - ブルノ間の新線建設は1938年にプラハ - ノヴェーメスト間横断鉄道プロジェクト一部として開始された。ジジャール - ティシュノフ間は既存地方鉄道と異なる経路で建設された。プロジェクトは第二次世界大戦の開戦まで上部構造一部の完成後に中止された。
1944年よりティシュノフ駅西側の三つのトンネルには戦闘機Me109の地下格納庫が設置された。現在のハヴリーチクーフ・ブロドトンネルの内部にファント石油会社（現在パラモ石油株式会社）の精製施設設置が1944年に開始された。第二次世界大戦の終戦後、チェコスロバキア国鉄は再建されて、新線の建設を再開した。
全線開通したのは1953年で、ČSDによりティシュノフ - ジジャール間が開業した。
1962年5月以降、ブルノ - クラーロヴォ間の旧線の一部は貨物輸送に活用されている。1960年代に交流25 kV・周波数50 Hzの電車線工事が実行されて、1966年11月に電気運転は開始された。プラハ - ブラチスラヴァ間ではほとんどの特急列車はその時からこの路線を通行した。
1993年1月1日、チェコスロバキアの分離により、この路線は新生のチェコ鉄道（略ČD）により引き受けられた。1999年1月、ブルノ - チェスカー・トルジェボヴァー線の電化・改修工事は完了して、結果的にこの路線の重要度が低下した。多数の遠距離列車はより短い所要時間とため、再びチェスカートジェボヴァーを経由することとなった。但し、貨物列車は以前のとおりハヴリーチクーフ・ブロドを経由する。
2003年から2009年まで、夏休み限定のヤドラン特急はこの路線を通してプラハ - スプリト間で運行された。しかしクロアチア鉄道とハンガリー国鉄の費用分担・協力が不足して、2010年に特急列車系統は廃止された。
2024年3月から11月にかけて、ヴルコフ - クルジジャノフ間列車運行は中止された。

## 運行形態[1]
ブルノ - ニーホフ間の地域公共交通は南モラヴィア州総合運輸システム（Integrovaný dopravní systém Jihomoravského kraje, IDS JMK）が担当する。

### 特急「リフリーク(R)」
下記3系統が運行されている。
- ヴィソチナ号：　プラハ～ハヴリーチクーフ・ブロド～ブルノ本駅
2時間に1本の運行。ハヴリーチクーフ・ブロド以西は230号線に直通する。なお、2017,8年度は、クルジジャノフを通過していた。2024年春・夏に限り、ブルノ - クルジジャノフ間で運行を休止している。
過去の運行形態
2016年以前は、現在とほぼ同じ運行形態であったが、クルジジャノフ、プルジビスラフを通過する列車が設定されていた。
2017,18年度限り、原則クルジジャノフ通過となった。
2019年度に限り、ブルノ - クラーロヴォ・ポレ間運休していた。
2019年末より、全列車クルジジャノフ、プルジビスラフ通過となった。

### 普通
区間毎に、下記3系統に分かれている。
- ハヴリーチクーフ・ブロド - ジヂャール・ナド・サーザヴォウ
2時間に1本の運行だが、平日午前中は4時間間隔が空くこともある。一部は、ハヴリーチクーフ・ブロド以西230号線に直通する。
過去の運行形態
2019年以前は、平日2時間に1本の運行であったが、休日の本数が少なく、土曜日は一日7.5往復、休日は一日6往復の運行であった。また、大部分は230号線に直通していなかった。ニージコフは大多数が通過していた。
2019年末に、休日も2時間に1本に増発された。また、230号線に直通する様になった。
2020年末に、半数以上がニージコフに停車する様になった。
2024年度より、230号線への直通が一部のみになった。また、全列車ニージコフ停車となった。

- ジヂャール・ナド・サーザヴォウ - クルジジャノフ - ヴェルケー・メジルジーチー
2時間に1本の運行。クルジジャノフ以東は257号線に直通する。
2023年度以前は、下記のクルジジャノフ以東の列車と一体で、ジヂャール - ブルノ - ヴラノヴィツェ間の運行であった。2024年度は、大部分がクルジジャノフ止まりで、257号線直通は一部に限られていた。また2024年度以前は、ジヂャール・ナド・サーザヴォウ - クルジジャノフ間ノンストップの列車もあった。

- クルジジャノフ - ブルノ - フストペチェ
2時間に1本の運行。チシノフ以東は251号線に直通する。
2023年度以前は、上記のクルジジャノフ以西の列車と一体で、ジヂャール - ブルノ - ヴラノヴィツェ間の運行であった。2024年春・夏に限り、クルジジャノフ - ヴルコフ間で運行を休止していた。

### 過去の運行種別
- 超特急「レイルジェット(railjet)」
  - ヴィンドボナ号：　グラーツ - ウィーン - プラハ
  - ブルニェンスキー・ドラク号：　ブルノ → プラハ
合わせて、2時間に1本運行していた。ブルノ以東は251号線に、ブロド以西は230号線に直通していた。コリーンからブルノ・クラーロヴォ・ポレまでノンストップであった。
2020年冬以前は260号線を経由していた[14]。2023年7月以降再び260号線経由に振り替えられた[15]。

- 超特急「ユーロシティ(EC)」
  - フンガリア号：　ハンブルク - プラハ - ブダペスト
  - メトロポリタン号：　プラハ - ブダペスト
  - メトロポリタン・スロヴェンスカー・ストレラ号：　プラハ - ブラチスラヴァ
全て合わせて、2時間間隔で運行していた。フンガリア号は1往復のみが名乗っていた。ブルノ以東は251号線に、ブロド以西は230号線に直通していた。コリーンからブルノ・クラーロヴォ・ポレまでノンストップであった。
2020年冬以前は260号線を経由していた。[14]。2023年7月以降再び260号線経由に振り替えられた[15]。

- 超特急「インターシティ(IC)」
  - メトロポル号：　プラハ - ブダペスト
一日1往復運行していた。ブルノ以東は251号線に、ブロド以西は230号線に直通していた。コリーンからブルノ・クラーロヴォ・ポレまでノンストップであった。
2020年冬以前は260号線を経由していた。[14]。2023年7月以降再び260号線経由に振り替えられた[15]。

- 超特急「レギオジェット(RJ)」
  - ブラチスラヴァ/ウィーン - ブルノ - ブロド - プラハ
2時間に1本運行していた。ブルノ以東は251号線に、ブロド以西は230号線に直通していた。ハヴリーチクーフ・ブロド、ジヂャール、ブルノ・ジデニツェに停車していた。
2020年冬以前は260号線を経由していた。[14]。2023年7月以降再び260号線経由に振り替えられ[15]、夏季限定で一日1往復の運行となった。2024年度より運行休止。

## 駅一覧
以下では、チェコ国鉄250,251号線の駅と営業キロ、停車列車、接続路線などを一覧表で示す。ジデニツェ以南を運行する超特急以上の種別については252号線の項目を参照。
- 種別
  - R：特急
  - Sp：快速
  - Os：普通
- 停車駅
  - ■印：全列車停車
  - ●印：一部通過
  - ○印：一部停車
  - ｜印：全列車通過

| 251                                 | ブルノ本駅                       | 2.8 | ブルノ本駅から 0.0 | ブルノ分岐点から -2.3 | ■  | ■ | 240号線（プルゼニ方面）、244号線（ボフチツェ方面） 251号線（ブダペスト/ウィーン方面） 260号線（プラハ方面、クルジェノヴィツェ方面） 300号線（オストラヴァ方面）、340号線（ウヘルスケー・フラヂシチェ方面） | 南モラヴィア州 | ブルノ市                         |
| この間の各駅は251号線の項目を参照。 |                                  |     |                    |                       |    |   | |                |                                  |
| 250                                 | チシノフ駅                       | 2.2 | 32.3               | 30.0                  | ■  | ■ | 256号線（ビストルジツェ方面） | 南モラヴィア州 | ブルノ・ヴェンコフ郡             |
| 250                                 | ドルニー・ロウチキ駅             | 5.9 | 38.2               | 35.9                  | ｜ | ■ | | 南モラヴィア州 | ブルノ・ヴェンコフ郡             |
| 250                                 | ルジコニーン駅                   | 3.0 | 41.2               | 38.9                  | ｜ | ■ | | 南モラヴィア州 | ブルノ・ヴェンコフ郡             |
| 250                                 | ニーホフ駅                       | 5.1 | 46.3               | 44.0                  | ｜ | ■ | | 南モラヴィア州 | ブルノ・ヴェンコフ郡             |
| 250                                 | ヴルコフ・ウ・チシノヴァ駅       | 4.8 | 51.1               | 48.8                  | ｜ | ■ | | ヴィソチナ州   | ジヂャール・ナド・サーザヴォウ郡 |
| 250                                 | オソヴァー・ビーティーシカ駅     | 3.5 | 54.6               | 52.3                  | ｜ | ■ | | ヴィソチナ州   | ジヂャール・ナド・サーザヴォウ郡 |
| 250                                 | オルジェホフ駅                   | 3.3 | 57.9               | 55.6                  | ｜ | ■ | | ヴィソチナ州   | ジヂャール・ナド・サーザヴォウ郡 |
| 250                                 | クルジジャノフ駅                 | 6.0 | 63.9               | 61.6                  | ■  | ■ | 257号線（メジルジーチー方面） | ヴィソチナ州   | ジヂャール・ナド・サーザヴォウ郡 |
| 250                                 | スクレネー・ナド・オスラヴォウ駅 | 7.0 | 70.9               | 68.6                  | ｜ | ■ | | ヴィソチナ州   | ジヂャール・ナド・サーザヴォウ郡 |
| 250                                 | ラシトヴィチキ駅                 | 4.8 | 75.7               | 73.4                  | ｜ | ■ | | ヴィソチナ州   | ジヂャール・ナド・サーザヴォウ郡 |
| 250                                 | オストロフ・ナド・オスラヴォウ駅 | 4.1 | 79.8               | 77.5                  | ｜ | ■ | | ヴィソチナ州   | ジヂャール・ナド・サーザヴォウ郡 |
| 250                                 | ジヂャール・ナド・サーザヴォウ駅 | 8.8 | 88.6               | 86.3                  | ■  | ■ | 256号線（ビストルジツェ方面） | ヴィソチナ州   | ジヂャール・ナド・サーザヴォウ郡 |
| 250                                 | ハムリ・ナド・サーザヴォウ駅     | 4.0 | 92.6               | 90.3                  | ｜ | ■ | | ヴィソチナ州   | ジヂャール・ナド・サーザヴォウ郡 |
| 250                                 | サーザヴァ・ウ・ジヂャール駅     | 3.9 | 96.5               | 94.2                  | ｜ | ■ | | ヴィソチナ州   | ジヂャール・ナド・サーザヴォウ郡 |
| 250                                 | ニージコフ駅                     | 4.7 | 101.2              | 98.9                  | ｜ | ■ | | ヴィソチナ州   | ジヂャール・ナド・サーザヴォウ郡 |
| 250                                 | ロノフ・ナド・サーザヴォウ駅     | 2.1 | 103.3              | 101.0                 | ｜ | ■ | | ヴィソチナ州   | ハヴリーチクーフ・ブロド郡       |
| 250                                 | プルジビスラフ駅                 | 2.4 | 105.7              | 103.4                 | ■  | ■ | | ヴィソチナ州   | ハヴリーチクーフ・ブロド郡       |
| 250                                 | プルジビスラフ停留所             | 2.3 | 108.0              | 105.7                 | ｜ | ■ | | ヴィソチナ州   | ハヴリーチクーフ・ブロド郡       |
| 250                                 | ストルジーブルネー・ホリ駅       | 3.4 | 111.4              | 109.1                 | ｜ | ■ | | ヴィソチナ州   | ハヴリーチクーフ・ブロド郡       |
| 250                                 | ポフレド駅                       | 2.0 | 113.4              | 111.1                 | ｜ | ■ | | ヴィソチナ州   | ハヴリーチクーフ・ブロド郡       |
| 250                                 | ポフレチチー・ドヴォルジャーチ駅 | 3.6 | 117.0              | 114.7                 | ｜ | ○ | | ヴィソチナ州   | ハヴリーチクーフ・ブロド郡       |
| 250                                 | ハヴリーチクーフ・ブロド駅       | 3.7 | 120.7              | 118.4                 | ■  | ■ | 225号線（イフラヴァ方面）、230号線（コリーン方面） 237号線（フンポレツ方面）、238号線（パルドゥビツェ方面）                                                                                                | ヴィソチナ州   | ハヴリーチクーフ・ブロド郡       |